# 井田寛子
井田 寛子（いだ ひろこ、1978年9月26日 - ）は、日本の気象予報士。埼玉県春日部市出身。セント・フォース所属。

## 履歴
春日部市立豊春小学校、春日部市立豊春中学校、淑徳与野高等学校、筑波大学卒業。
生き物好きの家族に囲まれて育った影響もあり、小学生のころからカメやカエル、ネコなどを捕まえては自宅に持ち帰っていた。そうしたことから将来は獣医師に就きたいとの夢を抱き、淑徳与野高等学校卒業後の進学先を獣医学部と定め、学習に励むも希望が叶わず、筑波大学自然学類に入学。化学専攻宇宙化学分野に進んだ。
就職活動の折には、テレビで科学番組を視聴することが好きだったため、自身もテレビで自然や科学の素晴らしさを伝えたいと思い、東京、大阪、名古屋のテレビ局を受験したがいずれも失敗した。そこでフリーでの活躍も有りかと建築士の父に相談したが「社会は甘くない」と激怒された。結局、父の諭しを入れ、大学卒業後は製薬会社にMRとして入社した。
MRとして1年間働いた後、NHK静岡放送局、NHK首都圏放送センターにおいてキャスターを務めた。この間、2006年に気象予報士の資格を取得した。資格取得を受け、NHK大阪放送局に移りキャスター兼気象予報士を務め、次いで、東京に舞い戻り、2011年4月から『ニュースウオッチ9』で気象キャスターとして起用された。
2015年、NHKのディレクターと結婚。
2016年3月25日をもって『ニュースウオッチ9』の気象情報担当を降板し、翌週3月28日から『あさチャン!』（TBS）のお天気キャスターとして出演。ほぼ同時に株式会社ウイングからセント・フォースに移籍。
2017年7月28日、『あさチャン!』の生放送内で、第1子妊娠を報告。同年9月末を以て番組を退いて産前産後休業に入る。
2018年1月1日、第1子女児を出産。
2018年秋から夫の転勤に伴い沖縄に移住。2020年5月3日、第2子を女児を出産。
2020年11月30日～12月4日、居住地である沖縄のTBS系ローカル局・琉球放送の『RBC THE NEWS』で、久々にテレビの気象情報を担当する。

## 人物
趣味は野菜中心の料理、ワインを飲むこと、ヨガピラティスバレエ、スキューバダイビング、マラソン。

## 出演番組
- たっぷり静岡 （NHK静岡放送局、2002年 - 2006年）
- ゆうどきネットワーク （リポーター、NHK首都圏放送センター、2006年 - 2008年）
- NHKニュースおはよう関西 （気象情報、NHK大阪放送局、2008年3月31日 - 2011年3月）
- ぐるっと関西おひるまえ （気象情報、NHK大阪放送局、2008年4月 - 2011年3月）
- ニュースウオッチ9 （気象情報、NHK総合テレビ、2011年4月 - 2016年3月25日）[8]
- あさチャン! （お天気キャスター、TBSテレビ、2016年3月28日 - 2017年9月29日）[8]
- 石丸謙二郎の山カフェ (2018年4月7日 - 2019年11月30日、NHKラジオ第1放送)
- NHKラジオ第1放送での気象情報
  - 「関東地方の天気、交通情報」気象解説（平日 11:50 - 12:00）（2021年9月6日 - 2022年5月31日）
  - 「15時のラジオニュース、天気」気象解説（平日）（2021年9月6日 - 2022年5月31日）
  - 「Nらじ」気象解説（平日18時台）（2021年9月6日 - 2023年3月31日）
  - 「関東地方のニュース、天気、交通情報」気象解説（平日 18:50 - 19:00）（2021年9月6日 - ）

## 著書
- 『井田寛子の気象キャスターになりたい人へ伝えたいこと』成山堂書店、2013年2月。ISBN 978-4-425-51331-4。